# Alexandra Elmer
Alexandra Elmer (* 10. června 1996) je rakouská reprezentantka ve sportovním lezení, mistryně Rakouska, juniorská vicemistryně světa a juniorská mistryně Evropy v lezení na rychlost.

## Výkony a ocenění
- 2010: juniorská vicemistryně světa
- 2011: juniorská vicemistryně světa
- 2012: juniorská mistryně Evropy
- 2014-17: mistryně Rakouska

### Závodní výsledky
| Mistrovství světa | Mistrovství světa |
| Rok               | 2018              |
| ----------------- | ----------------- |
| Rychlost          | 25                |

| Světový pohár | Světový pohár | Světový pohár | Světový pohár | Světový pohár | Světový pohár    | Světový pohár | Světový pohár  |
| Rok           | 2012          | 2013          | 2014          | 2015          | 2016             | 2017          | 2018           |
| ------------- | ------------- | ------------- | ------------- | ------------- | ---------------- | ------------- | -------------- |
| Rychlost      | 35-37         | 36-37         | 13            | 18            | 14               | 27            | 29             |
| jednotlivě*   | ,15,          | ,14,          | ,10,6,14,     | ,9,19,        | ,11,14,19,12,13, | ,15,21,23,    | ,,12,22,18,31, |

* poznámka: nalevo jsou poslední závody v roce
| Mistrovství Evropy | Mistrovství Evropy |
| Rok                | 2017               |
| ------------------ | ------------------ |
| Rychlost           | 8                  |

| Mistrovství Rakouska | Mistrovství Rakouska | Mistrovství Rakouska | Mistrovství Rakouska | Mistrovství Rakouska | Mistrovství Rakouska | Mistrovství Rakouska |
| Rok                  | 2010                 | 2012                 | 2013                 | 2014                 | 2015                 | 2017                 |
| -------------------- | -------------------- | -------------------- | -------------------- | -------------------- | -------------------- | -------------------- |
| Rychlost             | 2                    | 2                    | 3                    | 1                    | 1                    | 1                    |